# Kreis Oschersleben
| Basisdaten                                 | Basisdaten                                               |
| ------------------------------------------ | -------------------------------------------------------- |
| Bezirk der DDR                             | Magdeburg                                                |
| Kreisstadt                                 | Oschersleben                                             |
| Fläche                                     | 388 km² (1989)                                           |
| Einwohner                                  | 42.616 (1989)                                            |
| Bevölkerungsdichte                         | 110 Einwohner/km² (1989)                                 |
| Kfz-Kennzeichen                            | H und M (1953–1990) HL und ML (1974–1990) OC (1991–1994) |
|                                            |                                                          |
| Der Kreis Oschersleben im Bezirk Magdeburg |                                                          |

Der Kreis Oschersleben  war ein Landkreis im Bezirk Magdeburg der DDR. Von 1990 bis 1994 bestand er als Landkreis Oschersleben im Land Sachsen-Anhalt fort. Sein Gebiet liegt heute im Landkreis Börde in Sachsen-Anhalt. Der Sitz der Kreisverwaltung befand sich in Oschersleben.

## Geographie
Der Kreis lag an der innerdeutschen Grenze im nördlichen Harzvorland. Das Große Bruch verlief durch die Mitte des Kreises, dessen südlicher Teil von der Bode durchflossen wurde. Der Kreis grenzte im Uhrzeigersinn im Norden beginnend an die (Land-)Kreise Haldensleben, Wanzleben, Staßfurt, Aschersleben, Halberstadt und Helmstedt.

## Geschichte
Am 25. Juli 1952 kam es in der DDR zu einer umfangreichen Verwaltungsreform, bei der unter anderem die Länder der DDR ihre Bedeutung verloren und neue Bezirke eingerichtet wurden. Der damalige Landkreis Oschersleben (Bode) gab Gemeinden an die Kreise Halberstadt und Staßfurt ab. Aus dem verbleibenden Kreisgebiet wurde zusammen mit Teilen der Landkreise Haldensleben und Wanzleben der neue Kreis Oschersleben mit Sitz in Oschersleben gebildet. Der Kreis wurde dem neugebildeten Bezirk Magdeburg zugeordnet.
Am 17. Mai 1990 wurde der Kreis in Landkreis Oschersleben umbenannt. Anlässlich der Wiedervereinigung der beiden deutschen Staaten wurde der Landkreis 1990 dem wiedergegründeten Land Sachsen-Anhalt zugesprochen. Bei der ersten Kreisreform in Sachsen-Anhalt, die am 1. Juli 1994 in Kraft trat, ging er im Bördekreis auf.

## Einwohnerentwicklung
| Jahr      | 1960   | 1971   | 1981   | 1989   |
| Einwohner | 57.777 | 51.761 | 45.376 | 42.616 |

## Städte und Gemeinden
Nach der Verwaltungsreform von 1952 gehörten dem Kreis Oschersleben die folgenden Städte und Gemeinden an:
| - Alikendorf - Altbrandsleben - Ausleben - Barneberg - Beckendorf-Neindorf - Dalldorf - Gröningen, Stadt - Großalsleben, Stadt - Gunsleben | - Günthersdorf - Hamersleben - Harbke - Hordorf - Hornhausen - Hötensleben - Kleinalsleben - Krottorf - Marienborn | - Neuwegersleben - Ohrsleben - Oschersleben, Stadt - Sommersdorf - Völpke - Wackersleben - Wulferstedt |

Günthersdorf wurde am 27. Januar 1960 in die Stadt Oschersleben eingegliedert und Dalldorf am 1. Januar 1974 in die Stadt Gröningen.

## Wirtschaft
Wichtige Betriebe waren unter anderem:
- VEB Elektromotorenwerk Oschersleben
- VEB Pumpenfabrik Oschersleben
- VEB Germania-Brauerei Oschersleben
- VEB Kinderbekleidung Oschersleben
- VEB Nährmittelwerk Oschersleben
- VEB Polstermöbel Großalsleben

## Verkehr
Der Kreis wurde im Norden von der Autobahn Marienborn–Berliner Ring berührt. Außerdem diente die F 245 von Halberstadt über Hamersleben nach Haldensleben dem überregionalen Straßenverkehr.
Dem Eisenbahnverkehr dienten die Strecken Marienborn–Magdeburg, Magdeburg–Oschersleben–Thale und Oschersleben–Gunsleben.

## Kfz-Kennzeichen
Den Kraftfahrzeugen (mit Ausnahme der Motorräder) und Anhängern wurden von etwa 1974 bis Ende 1990 dreibuchstabige Unterscheidungszeichen, die mit den Buchstabenpaaren HL und ML begannen, zugewiesen. Die letzte für Motorräder genutzte Kennzeichenserie war HW 85-01 bis HW 99-99.
Anfang 1991 erhielt der Landkreis das Unterscheidungszeichen OC. Es wurde bis zum 21. März 1996 ausgegeben, zuletzt für den Bördekreis. Seit dem 27. November 2012 ist es im Landkreis Börde erhältlich.